# 涂油摔跤
涂油摔跤（土耳其語：Yağlı güreş），是一種自由式摔跤，是土耳其的国民运动。其得名于摔跤手在比赛前需将全身浸满橄榄油。"Güreş"一词也常用来描述欧洲和中亚突厥人参与的其他形式的摔跤运动，例如乌兹别克斯坦的克柔術、图瓦共和国的图瓦传统摔跤以及鞑靼人鞑靼式摔跤。摔跤手在土耳其语中被称为“pehlivan”，意为“英雄”或是“冠军”。其穿着一种手工缝制的皮制裤子，叫做“kisbet”（有时称作“kispet”），传统上用水牛皮制作，但现在多用犊皮。 
自1362年起，在埃迪爾內举行的一年一度的克尔克普那尔涂油摔跤节，是世界上持续时间最长的有组织体育竞技活动。在希腊北部东马其顿（塞雷地区）以及西色雷斯（罗多彼山脉）也会举行涂油摔跤节。在近些年来，涂油摔跤还在其他国家流行开来，特别是荷兰和日本。

## 历史

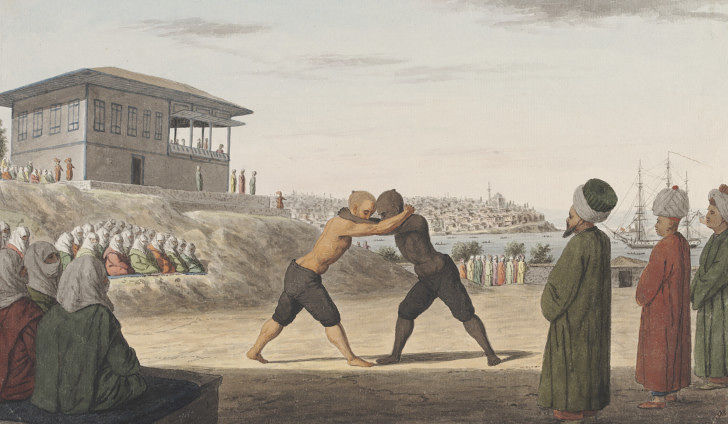
在托普卡珀皇宫花园中举行的一场涂油摔跤比赛

油脂摔跤最早可以追溯到古蘇美爾和巴比倫古希腊-罗马传统中涂油摔跤也可觅踪迹。土耳其摔跤手开始根据伊斯兰教法穿着皮裤覆盖下体。
土耳其语中的摔跤可以追溯到烏古斯人的语言中，而其最早来自于亚欧大陆的干草原地带，那里一直有摔跤的传统。在塞尔柱帝国征服安那托利亚后，一种名为“Karakucak Güreşi”（字面意思为“地面禽抱”）的传统自由式摔跤运动流行开来，参赛者穿着皮质衣物，在全身涂抹上橄榄油，以使对手难以抓住自己。这一运动渐渐演变成现在的土耳其涂油摔跤（“Yağlı Güreş”）。在奥斯曼土耳其帝国时期，摔跤手要进入名为“Tekke”（تکیه）的专门学校学习摔跤，而摔跤学校并不只是体育场所，同时还是宗教场所。

## 比赛状况
涂油摔跤比赛在土耳其全年举办，赛季长达8个月，在初夏时节，有大约1000名摔跤手会齐聚克尔克普那尔涂油摔跤节。所有摔跤手被分为5个不同级别，级别并不单纯以体重区分，而是综合考虑经验和技巧。在这场历时三天的摔跤锦标赛中，会角逐出谁将是土耳其的“摔跤大师”（baspehlivan）。这一自1362年举办至今，是世界上持续时间最长的有组织体育竞技比赛，其中仅有70年停办。最初的比赛场地在现址35（22英里）远的地方。1924年巴尔干战争之后移至现址。
在赛前，摔跤手们会互相帮助对方身上涂抹橄榄油，以示公平和尊重。同業餘摔跤不同，涂油摔跤可以通过有效牵制住对方的皮制裤子，使对手仰面朝天、双肩着地取胜。因此，涂油摔跤手常常通过将手臂穿过对方皮裤的方式来控制对手。以这一方式取胜被称为“paça kazık”。除此之外，如能背着或抱着对手行走三步也被判定为获胜。在早期规则中，每场比赛并没有固定比赛时长，可能会缠斗一到两天，直到其中一人占据上风。但是在1975年，大师级别（baspehlivan）被限制在40分钟，普通级别（pehlivan）被限制在30分钟。如果在规定时间内没有决出胜负，将进入大师级别15分钟，普通级别10分钟的加时赛，在加时赛中得到点数多的一方获胜。如果在加时赛仍无法决出胜负，将以一分定胜负：之后率先得分者获胜。如果一位选手打败了比自己年长的对手，他会亲吻对方的手以示尊敬。如果能够连续三年获得“摔跤大师”名号的话，可以获得一条金质腰带。